# Thai-Denmark
Thai-Denmark, The Dairy Farming Promotion Organization of Thailand (forkortet DPO dansk: Organisation for fremme af mælkeopdræt i Thailand), oprindeligt grundlagt i 1962 som Thai-Danish Dairy Farm (forkortet TDDF, dansk:Thai-Dansk Mejeri Gård).
DPO har i 2020 49 procent markedsandel i det generelle thailandske mælkemarked. DPO planlægger at udvikle andre mejeriprodukter, for at tiltrække nye målgrupper, blandt andet ved hjælp af moderne platforme som e-handel og online markedsføring. DPO har forventer en omsætning på 12 milliarder baht (cirka 2,4 milliarder DKK) om året, inden 2021.

## Historie
Da den danske agronom, Gunnar Søndergaard (1926-2016), arbejde i Thailand i slutningen af 1950'erne, fandtes der ingen egentlig mælkeproduktion. Søndergaard så en mulighed for at etablere et mejeri og en landbrugsskole med fokus på mælkeproduktion. I 1960 var Thailands konge Bhumibol Adulyadej på rundrejse i Europa og besøgte blandt andet Danmark, hvor han blev imponeret over dansk landbrugs produktion. Gunnar Søndergaard derefter fik mulighed for at virkeliggøre sin vision med støtte fra Landbrugsrådets Afsætningsudvalg og den danske stat.
Den 16. januar 1962 blev Thai-Danish Dairy Farm (Thai-Dansk Mejerigård) indviet af kong Bhumibol Adulyadej og kong Frederik 9., dronning Ingrid var også tilstede. Gården var oprindeligt et træningscenter, der oplærte thailændere i mælkeproduktion, både på den enkelte farm, men også som en samlet uddannelse med mejeri og markedsføring. Gården blev senere til et Danida-projekt
I 1967 modtog Gunnar Søndergaard "Den hvide elefantorden af Thailand" (kan ikke sammenlignes den dan danske Elefantorden, og i 2010 ordenen "Commander of the Most Admirable Order of Direkgunabhorn", der er blandt de højeste hædersbevisninger en udlænding kan få i Thailand. Søndergaard var i perioden 1971 til 1984 rådgiver for lignende projekter i Malaysia, Tyrkiet, Tanzania og Kenya, og atter i Thailand i 1988. I 1989 vendte han hjem til Danmark, hvor han døde i 2016.

Den 19. oktober 1971 blev TDDF overført til den thailandske regering og fik status som en statslig virksomhed under landbrugsministeriet og derefter omdøbt til DPO, Dairy Farming Promotion Organization of Thailand.

## Fremme af mejeriproduktion
D.P.O. arbejder med at fremme af mejeri-landbrug ved at vejlede om håndtering af den rå mælk, for at sikre kvaliteten, og yde bistand til mælkeproducenten, til at reducere overkapacitet af rå mælk. Desuden forskning og udvikling af landbrug med malkekvæg ved hjælp af ny innovation i veterinærtjenester og kunstig befrugtning, for at øge effektiviteten. Endvidere tilvejebringelse af teknisk viden om mejeriproduktion og udviklingen af højproduktive af malkekvægracer til mælkeproduktion i Thailand.

## Skolemælk
D.P.O. fungerer som sekretariat for skolernes mælkeprogramudvalg og administrerer et skolemælkebudget på over 13 milliarder baht (cirka 2,6 milliarder DKK) om året, til gavn for flere end syv millioner elever.

## Produktion
Mælkeforbruget i Thailand er 17-18 liter per capita, men forventes at stige til omkring 25 liter per capita. D.P.O. fungerer som en mekanisme til at løse overforsyningen af rå mælk med en produktionskapacitet
på over 585 tons pr. dag. Desuden fungerer D.P.O. som pilot-organisation for prisfastsættelsesmetode af rå mælk, på foranledning af regeringen.
DPO indkøber cirka 700 tons rå mælk om dagen fra 44 kooperativer over hele landet. Den totale kombinerede kapacitet for rå mælk er 3.300 tons om dagen.
DPO har mejeri-faciliteter i Chiang Mai, Khon Kaen, Prachuap Khiri Khan, Saraburi og Sukhothai. 95 procent af omsætningen kommer fra UHT-produkter, men DPO arbejder mod et større sortiment i produkter på køl, såsom pasteuriseret mælk, drikke yoghurt og is, fra et nyrenoveret mejeri i Chiang Mai, med en kapacitet på cirka 15 tons om dagen.

## Eksport
Dairy Farming Promotion Organization (DPO) sigter mod at trænge ind i fem større byer i Kina, såvel som Vietnam via e-handelskanaler, og er overbevist om at nå sit mål om et salg for 1 milliarder baht (cirka 200 millioner DKK) om året inden 2021.